# Hanne Seemann
Hanne Seemann (* 1942) ist eine deutsche Psychologin und Sachbuchautorin.

## Leben
Seemann studierte an der Universität Heidelberg Philosophie, Linguistik, Politikwissenschaft im Grundstudium und studierte später Psychologie. Sie war am Theoretikum und Klinikum derselben Universität wissenschaftliche Mitarbeiterin. Seemann forschte zur Sprachpsychologie und zu chronischen Schmerzen.
Sie hält Seminare, Supervisionen und Fortbildungen für Ärzte und Psychotherapeuten auf dem Gebiet psychosomatischer Störungen.
Seemann arbeitet als niedergelassene psychologische Psychotherapeutin mit Schwerpunkt auf Psychosomatik in Sankt Leon-Rot.

## Privates
Seemann ist verheiratet und Mutter von zwei Töchtern und einem Sohn. Sie lebt in Heidelberg.

## Publikationen (Auswahl)
- Schmerzen – Notrufe aus dem Körper. Hypnosystemische Schmerztherapie. Klett-Cotta. Stuttgart, 2018. ISBN 978-3608892253
- Freundschaft mit dem eigenen Körper schließen: Über den Umgang mit psychosomatischen Schmerzen. Klett-Cotta. Stuttgart, 2015 ISBN 978-3608891676
- Mein Körper und ich – Freund oder Feind? Psychosomatische Störungen verstehen. Klett-Cotta. Stuttgart, 2013. ISBN 978-3608860283
- Kopfschmerzkinder: Was Eltern, Lehrer und Therapeuten tun können. Klett-Cotta. Stuttgart, 2013. ISBN 978-3608860382
- Artenschutz für Männer: Die Wiederentdeckung des Männlichen. Klett-Cotta. Stuttgart, 2009 ISBN 978-3608945546
- Selbst-Herrlichkeits-Training für Frauen ......und schüchterne Männer. Klett-Cotta. Stuttgart, 2007. ISBN 978-3608860016